# بودیشیچ
بودیشیچ (به صربی: Budišić) یک روستا در صربستان است که در مالی زوورنیک واقع شده‌است.